# 阿摩里卡丘陵

阿摩里卡丘陵在法国北部结构图上的位置。华力西造山运动产生的山块以橄榄色标注。

阿摩里卡丘陵及周边地区的地质图。

阿摩里卡丘陵（發音：[masif aʁmɔʁikɛ̃]）是一个山块，涵盖了法国西北部的大部分地区，包括布列塔尼、诺曼底西部及卢瓦尔河地区，与英吉利海峡位于英国一侧的多佛尔相连。
阿摩里卡丘陵的名字来自古阿摩里卡地区，一个在卢瓦尔河与塞纳河之间地区，古高卢人定居于此。该山块由在华力西造山运动（4至2.8亿年前）及更早的卡多米造山运动（6.5至5.5亿年前）时期发生了变质和/或变形的变质岩与岩浆岩组成。该地区在白垩纪时期比斯开湾开辟时隆起。坎塔布连山脉与阿摩里卡丘陵当时是比斯开湾的裂谷肩（rift shoulders）。 
阿摩里卡丘陵坚硬古老的岩石已被侵蚀成高原状的準平原，其最高峰阿瓦卢瓦尔山（位于马耶讷省）仅417米高。阿摩里卡丘陵的西部（涵盖布列塔尼）为阿雷山。 